# Versmannhaus

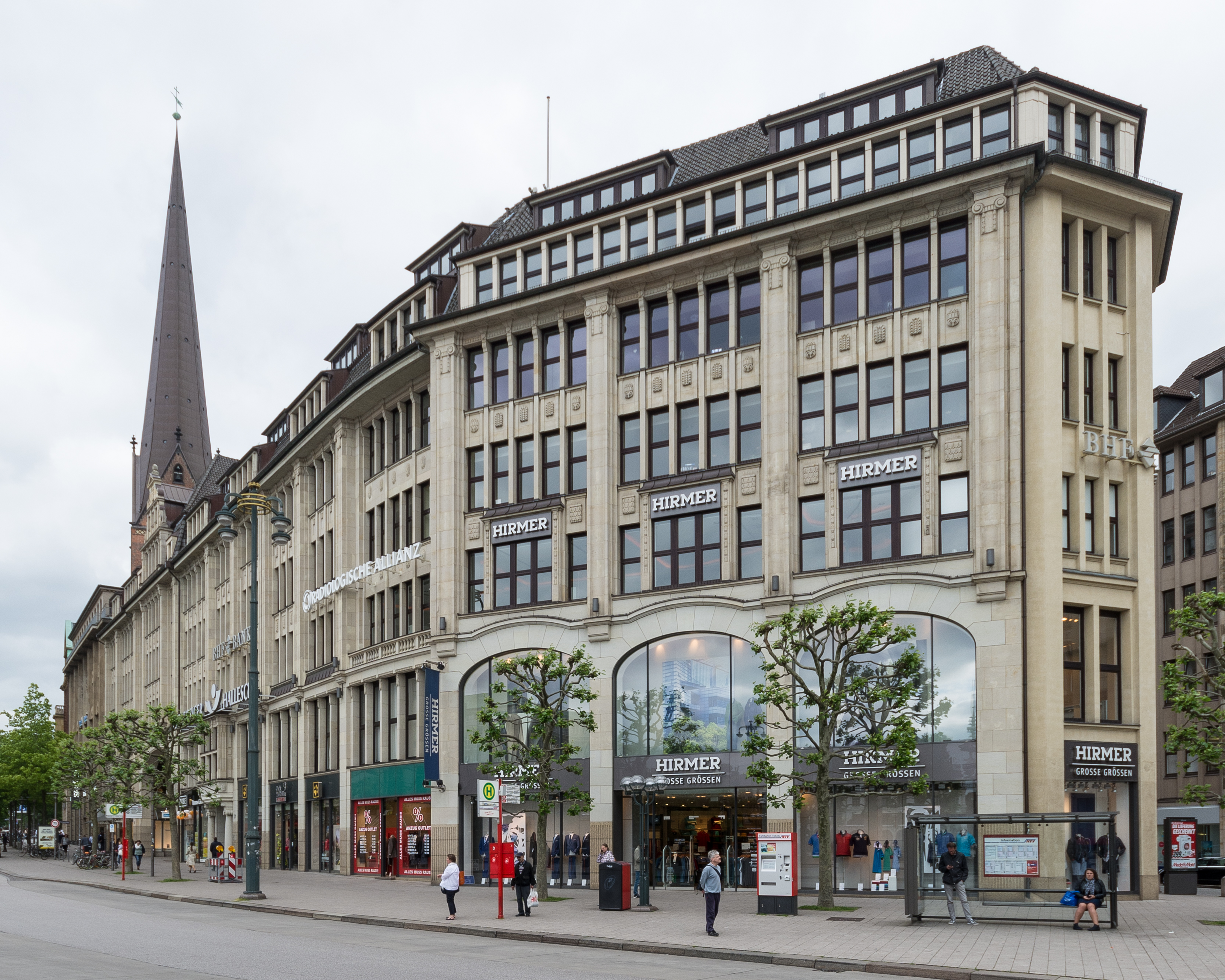
Versmannhaus vom Rathausmarkt mit St. Petri

Das Versmann-Haus in Hamburg wurde von 1910 bis 1912 nach Plänen von Johann Gottlieb Rambatz und Wilhelm Jollasse als Kontorhaus mit Läden, Café und Restaurant erbaut und nach dem früheren Bürgermeister Johannes Versmann (1820–1899) benannt.
Das Eckgebäude leitet durch die Überbauung der Knochenhauertwiete nahtlos von der Randbebauung der seinerzeit neu angelegten Mönckebergstraße zum Seitenrand des Rathausmarktes über.
Die Sandsteinfassade war ursprünglich mit Neorenaissance-Giebeln und -Dachgauben bekrönt.
Nach den Kriegsschäden waren die oberen Stockwerke verschiedentlich ohne Rücksicht auf die ursprüngliche Gestalt wieder instand gesetzt worden. Seit 1987 ist ein Gestaltungsrahmen festgelegt, der versucht, die Vielfalt der Fassadenstrukturen bei Modernisierungen sicherzustellen. 

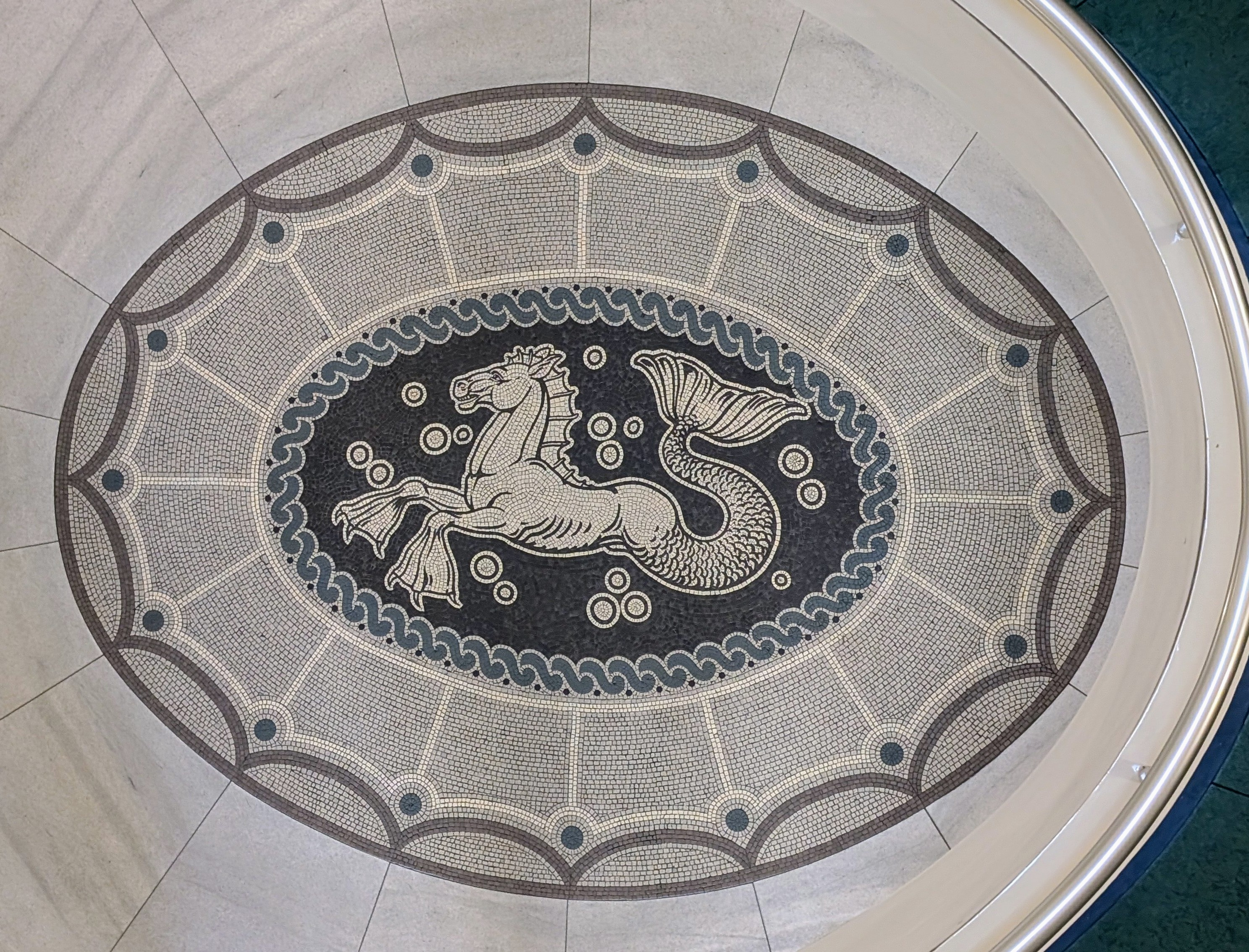
Ross des Poseidon, Mosaik im Versmannhaus

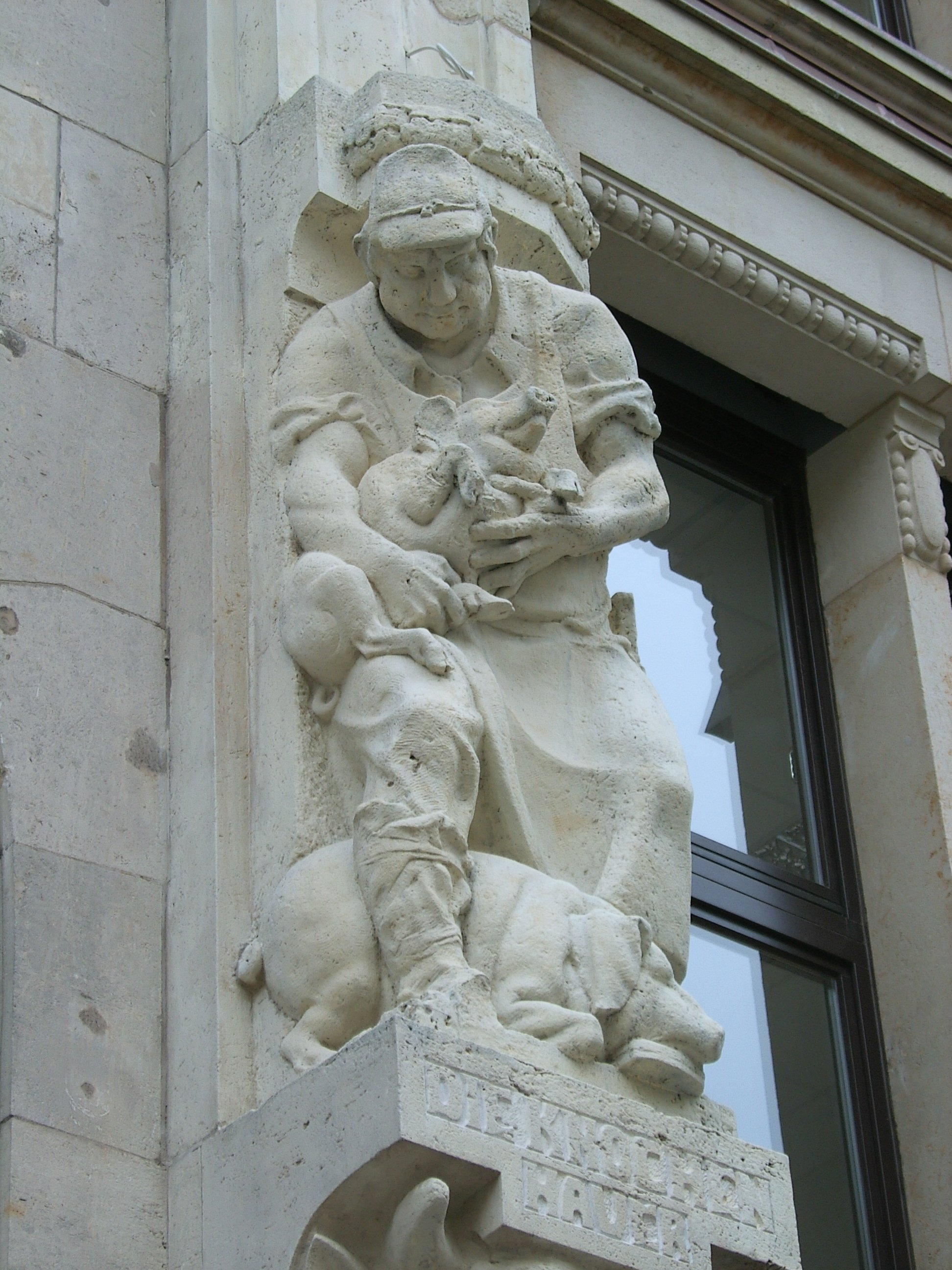
Darstellung zweier …
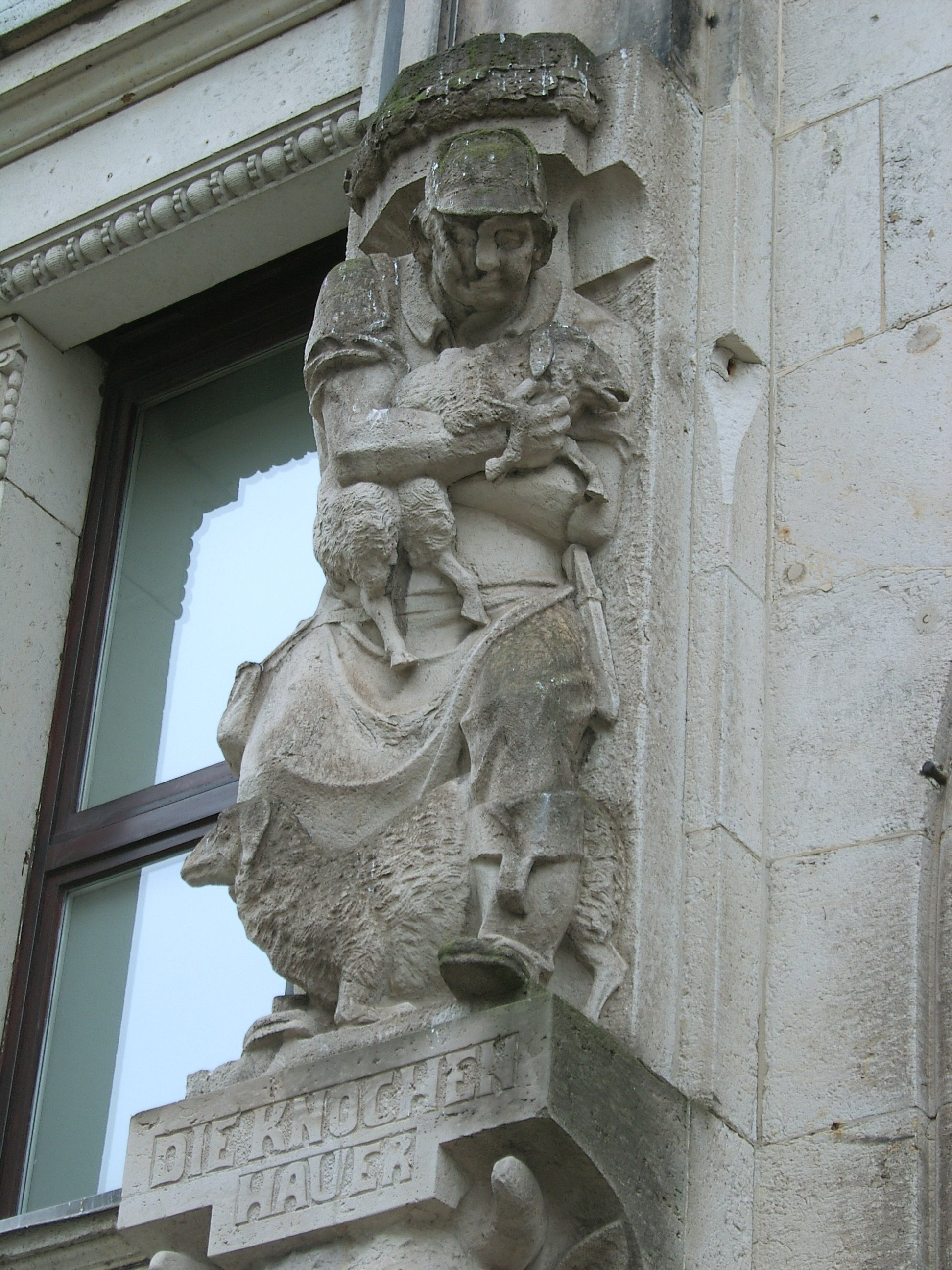
… „Knochenhauer“ (Schlachter) am …
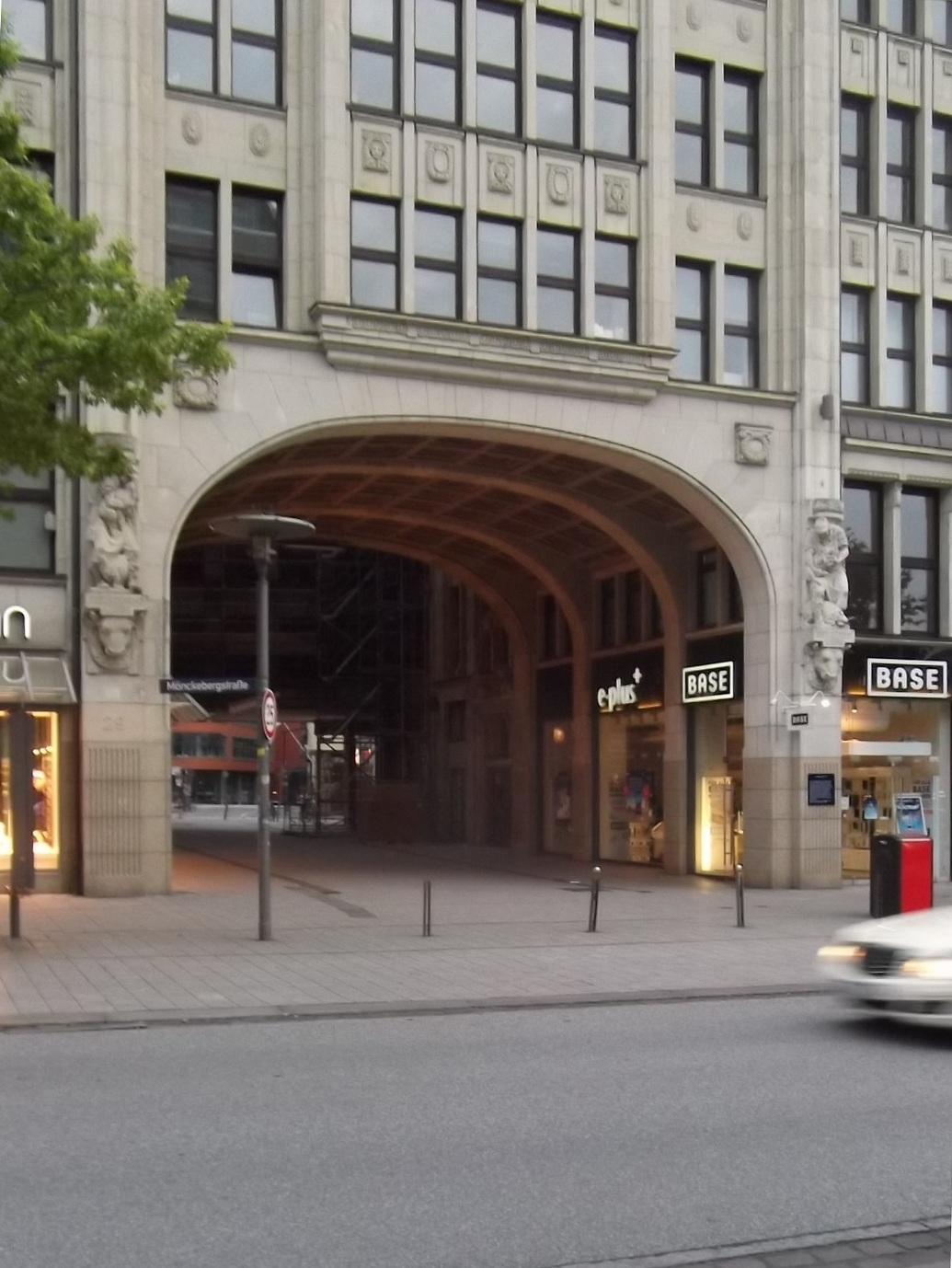
… Durchgang zur Knochenhauertwiete
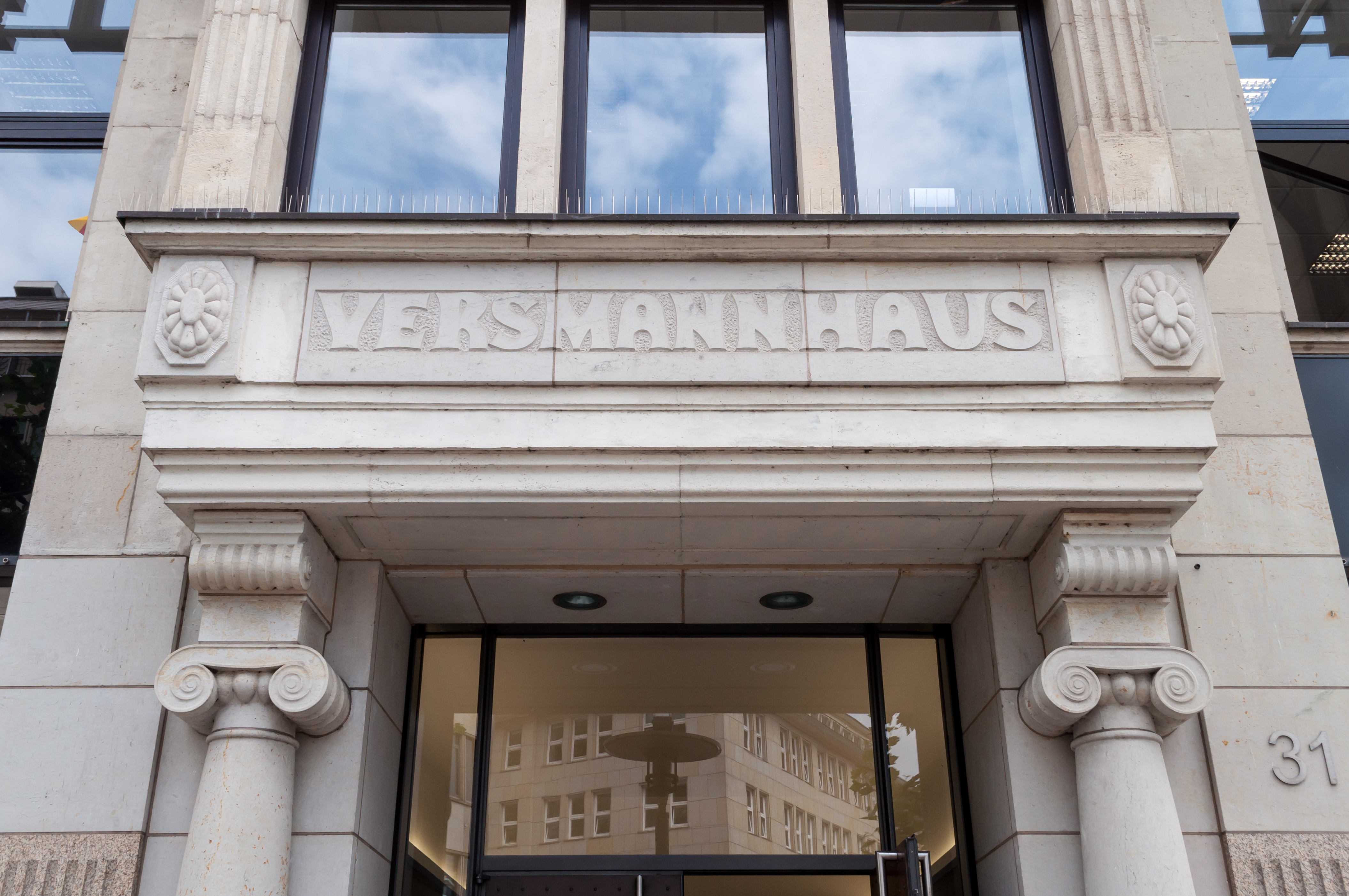
Schriftzug über dem Eingang